# Ford of Europe
Ford of Europe GmbH er Ford Motor Companys europæiske division. Ford of Europe blev etableret i 1967 ved at lægge Fords europæiske aktiviteter ind under ét samlet europæisk selskab. Ved sammenlægningen kom Ford of Britain, tyske Ford-Werke og irske Henry Ford & Son Ltd ind under Ford of Europe, der ved stiftelsen havde hovedsæde i Cork i Irland. Hovedsædet er i dag i Köln.
Ford of Europe driver i dag 9 bilfabrikker i 5 lande i Europa, der hovedsageligt producerer Fords europæiske modeller. Herudover ejer ford fabrikker, der fremstiller motorer, gearkasser og andre komponenter til Fords modeller.

## Historie
Ford Motor Companys europæiske aktiviteter var oprindeligt - som ærkerivalen General Motors - opdelt mellem primært de britiske fabrikker og de tyske fabrikker, der hver især udviklede og solgte deres egne modeller. De britiske modeller blev primært solgt i Storbritannien og Irland og de tyske modeller primært solgt i Kontinentaleuropa, og Ford forsøgte at begrænse konkurrencen på markederne mellem de britiske og tyske modeller. I begyndelsen af 1960'erne påbegyndte den tyske og den britiske afdeling af Ford for første gang at udvikle en model i fællesskab, varevognen Ford Transit, der skulle afløse den tysk udviklede Ford Taunus Transit og den britisk udviklede Ford Thames 400E. Den fællesudviklede Ford Transit blev introduceret på markedet i 1965 med succes, og i 1967 besluttede Ford at lægge de europæiske aktiviteter ind under ét selskab og at satse på fællesudviklede europæiske modeller.
Sammenlægningen tog flere år i takt med at ældre modeller blev udfaset og nye fælles modeller introduceret. En af de væsentligste begrundelser for at holde de europæiske afdelinger adskilt var at omgå de høje handelstariffer, der blev pålagt køretøjer, der blev eksporteret mellem Storbritannien og EF, men da Storbritannien indtrådte i EF i 1973, blev det nemmere at standardisere alle modellerne i Storbritannien og i Kontinentaleuropa. Sammenlægningen og standardiseringen gav Ford mulighed for at opnå stordriftsfordele ved indkøb af komponenter, men også at flytte rundt på produktionen mellem flere lande, hvor flere fabrikker kunne bygge den samme model. Sidstnævnte var særlig vigtigt i Storbritannien, hvor Fords strategi medførte øgede markedsandele på bekostning af British Leyland, der var sårbar overfor de mange strejker, der prægede britisk automobilindustri i 1970'erne.

### 1967–1973: Cortina og Escort
Den første nye model, der blev lanceret efter skabelsen af Ford of Europe, var en europæisk Ford Escort. Bilen blev bygget i England fra oktober 1967 og lanceret på det europæiske marked i begyndelsen af 1968. Escort var en baghjulstrukken lille familiebil, der afløste den britiske Anglia-serie. Fra 1970 blev Escort også produceret i Tyskland. Escort blev hurtigt populært blandt køberne og solgte i større tal end de britiske konkurrenter fra GM (Vauxhall og Opel), BMC (senere British Leyland) og Rootes Group. Escorten opnåede aldrig massiv dominans på Europas største bilmarked Tyskland, men tog ikke desto mindre betydelige markedsandele fra datidens konkurrenter, Opel Kadett og Volkswagens "Boble".
Ford Europes anden fælles billancering fandt sted i 1969 med sportscoupéen Capri, der var løst baseret på platformen for britiske Fords Mk II Cortina. Capri blev fremstillet i både Storbritannien og Tyskland (med forskellige motorer) og var en øjeblikkelig succes, særlig i Storbritannien, men solgte også godt på de fleste andre europæiske markeder.
I august 1970 lancerede Ford of Europe den tredje fælles europæiske Ford. Den nye fælles bil skulle afløse den britiske Cortina MkII og den tyske Ford Taunus 12M og 15M, biler i den store mellemklasse. Den fælles afløser blev fremstillet på samme platform, men Ford vurderede, at der fortsat var grundlag for at holde fast i Cortina-navnet i Storbritannien og Taunus-navnet i Tyskland, og den fælles bil blev således fremstillet i en Cortina og en Taunus variant, med et lidt forskelligt udseende og med forskelligt motorprogram. I 1972 var Cortina den bedst sælgende bil i Storbritannien, en placering modellen beholdt indtil 1981, bortset fra 1976, hvor den mindre Escort var Storbritanniens bedst sælgende bil.
I marts 1972 introducerede Ford Europe to nye modeller i luksusklassen baseret på samme platform, Consul og Granada, der skulle afløse den britiske Ford-model Zephyr/Zodiac) og tyske (Taunus 17M/20M/26M (P7). De to modeller skulle konkurrere mod GM's Opel Rekord, Rover P6, Audi 100 og Triumph 2000. De to modeller overgik hurtigt sine rivaler i mange lande og blev i 1973 den tiende bedst sælgende bil i Storbritannien. Ligesom Capri- og Cortina/Taunus-modellerne blev de tidlige Consul og Granada bygget i både Storbritannien og Tyskland, hver med et britisk og et tysk motorprogram.
Som et resultat af oliekrisen i 1973 og forbrugernes pludselige fokus på benzinøkonomi besluttede Ford kort efter at gå ind på det voksende europæiske supermini-marked og begyndte at udvikle en konkurrent til den populære Fiat 127 og Renault 5. Ford etablerede en fabrik nær Valencia i Spanien til at bygge den nye bil, som fik planlagt lancering i midten af 1970'erne.

### 1974–1980: MK 2 Escort og ny Fiesta
Anden generation af Capri kom på markedet i 1974 som en hatchback. Det var den første hatchback, som Ford Motor Company fremstillede. Forinden havde Renault udviklet konceptet i midten af 1960'erne. I 1975 introducerede Ford of Europe anden generation af Escort, der i al væsentlighed var baseret på samme mekanik som den første udgave af Escort, men nu større og med et mere firkantet udtryk. I 1975 passerede Ford British Leyland (med mærkerne Austin, Morris og Rover) som det mest populære bilmærke i Storbritannien.
I 1976 gik Ford Europe ind på supermini-markedet med sin første forhjulstrukne model nogensinde. Bilen, Ford Fiesta, blev bygget på Fords fabrik i Valencia og blev senere også fremstillet i Dagenham og Köln. Modellen blev kortvarigt eksportret til det nordamerikanske marked mellem 1978 og 1980. Fiesta var en af de bedst sælgende supermini'er og konkurrerede med bl.a. Volkswagen Polo, Renault 5, Fiat 127, Opel Kadett C og Peugeot 104.
Nye udgaver af Taunus og Cortina blev introduceret i slutningen af 1975 (Taunus) i september 1976 (Cortina). På dette tidspunkt var integrationen af Fords europæiske modelprogram tilendebragt, og de to parallelle mærker Taunus og Cortina var nu det eneste levn fra den tidligere opdeling. Ford introducerede Granada II i september 1977. Året inden var al produktion af Granada samlet i Köln. Consul-mærket, der var benyttet i Storbritannien var blevet opgivet i 1975. I 1977 blev Ford definitivt det største bilmærke i Storbritannien foran British Leyland og General Motors Vauxhall.
I begyndelsen af 1978 fremkom en tredje generation af Capri som coupé. På dette tidspunkt var produktionen af Capri samlet i Köln. I 1979 fik den nu bedagede Cortina/Taunus et let facelift, indtil en planlagt afløser kunne blive introduceret.
I september 1980 gennemførte Ford en af de vigtigste introduktioner i virksomhedens europæiske historie: Den tredje generation af Ford Escort med ultramoderne aerodynamik og forhjulstræk. Escorts tredje generation blev i 1981 som den første Ford nogensinde kåret til Årets Bil i Europa og blev en stor salgssucces. Modellen var i årene 1982-1989 den bedst sælgende bil i Storbritannien og blandt de bedst sælgende i resten af Europa.

### 1981–1989: Nyt modelprogram
Ford Europe gennemførte i 1980'erne væsentlige ændringer af sit modelprogram, både teknisk og designmæssigt. Ændringerne begyndte i 1980 med introduktionen af tredje generation af Escort, der gik fra baghjulstrukken sedan til forhjulstrukken hatchback med stor kommerciel succes til følge.
Produktionen af Cortina/Taunus blev indstillet i oktober 1982, hvor de to mærker blev afløst af Ford Sierra. Sierra havde baghjulstræk på et tidspunkt, hvor stort set alle europæiske konkurrenter i klassen benyttede forhjulstræk. Sierras aerodynamiske design var dog radikalt anderledes end det bedagede firkantede udseende af Cortina/Taunus. Salget af Sierra, der blev fremstillet i Storbritannien og Belgien, var skuffende fra start af, men i løbet af året bedrede salget sig, og modellen opnåede acceptable salg på de fleste markeder i Europa. Sierra fik et facelift i begyndelsen af 1987 med en mindre radikalt design.
Anden generation af Fiesta kom i 1983 med et mindre firkantet design og nu også i en firdørs-udgave. Samme år introduceret Ford en sedanudgave af Escort under navnet Orion. Orion var næsten lige så lang som Sierra, og bilen blev af flere motorjournalister i Storbritannien anset som en mere korrekt afløser af Cortinaen.
Ford introducerede endnu en banebrydende model i maj 1985 med afløseren til Grenada: Ford Scorpio. Scorpio blev dog i de første år solgt som Grenada i Storbritannien og Irland. Bilen havde et moderne udseende i forhold til sine konkurrenter på den tid. Det var også den første masseproducerede bil med ABS-bremser som standard.[kilde mangler] Højt udstyrsniveau, komfortabel kabine og solid samlekvalitet af den tyskbyggede Scorpio blev en succes hos købere i hele Europa, og modellen blev kåret til European Car of the Year i 1986. Faceliftede udgaver af Escort og Orion kom i marts 1986 inspireret af Scorpios design og med nye motorer.
Salget af Capri coupé ophørte i december 1986 efter 18 års produktion, da sportskupéer ikke længere havde samme popularitet efter fremkomsten af opgraderede hatchbacks som Ford Escort XR3i, Astra GTE, Peugeot 309 GTI og Volkswagen Golf GTI. Sierra fik et facelift i 1987 med et mere konservativt design og blev nu også fremstillet som sedan.
Tredje generation af Fiesta kom i marts 1989 og gav mulighed for en fem-dørs udgave af modellen for at konkurrere med bl.a. Opel Corsa, Fiat Uno, SEAT Ibiza og Peugeot 205, der alle havde denne option. Ford Escort var den mest solgte bil i Europa i 1980'erne, men ved slutningen af 1980'erne oplevede den nu efterhånden aldrende model hård konkurrence fra rivaler som Peugeot 309, Fiat Tipo og Renault 19.

### 1990–1997: "Driven by you"
En femte generation af Escort blev introduceret i september 1990 sammen med en ny generation af sedanmodellen Orion, men fik blandede og delvist negative anmeldelser af motorpressen, der kritiserede det gammeldags udseende i forhold til konkurrenterne, ligesom motorprogrammet var forældet. Ford introducerede senere specialudgaver med kraftige motorer og sporty egenskaber og look (RS2000, XR3i og RS Cosworth), der fik positive anmeldelser.
På trods af at Fords modelprogram forekom bedaget i forhold til konkurrenterne fra særlig Volkswagen, Frankrig og Japan, solgte Ford fortsat mange biler og fastholdt en stærk markedsposition i næsten alle europæiske lande. Ford of Europe fandt også nye markeder i de tidligere østbloklande efter kommunismens fald. Fords nye slogan blev "Driven by You", og de fik Brian May til at indspille en sang med den titel til brug for en tv-reklamekampagne i Storbritannien.
Ford imødekom kritikken af Escort/Orion med et facelift i 1992, hvor der bl.a. blev introduceret helt nye 16-ventil Zetec-motorer. Orion udgik dog af modelprogrammet allerede året efter og sedanudgaven blev nu solgt under Escort-navnet. Airbag i førersiden blev standard i 1993. På flere modeller var airbag i passagersiden også standard fra denne tid.
I februar 1993 introducerede Ford Europe den banebrydende Mondeo, der afløste Sierra for at konkurrere med bl.a. de nyere Opel Vectra, Peugeot 405 og Nissan Primera og Volkswagens ældre Passat. Mondeo var forhjulstrukken og blev leveret med moderne 16-ventil Zetec motorer og topmodel med en 2,5 V6. Mondeo blev kåret til European Car of the Year året efter og solgte godt i hele Europa. I 1993 blev også introduceret den spanskbyggede model Maverick, der var baseret på anden generation af Nissan Terrano. Maverick solgte dog dårligt og udgik af modelprogrammet i 1999. Fra 1996 til 2001 solgte Ford i Europa den amerikanske SUV Explorer, men den opnåede heller ikke tilfredsstillende salg.
Ford forsøgte sig igen i markedet for kupéer med introduktionen af den amerikansk byggede og Mazda-baserede Ford Probe i 1994. Probe solgte dårligt og blev trukket ud af markedet i 1997. Den amerikansk byggede afløser Ford Cougar blev importeret til Europa, men blev ligeledes en skuffelse og taget ud af markedet efter få år.
I oktober 1994 blev anden genration af Scorpio introduceret. Modellen havde et radikalt anderledes design, der af store dele af motorpressen blev vurderet negativt. Køberne var også forbeholdne overfor den nye model, der efter blot tre år udgik. Nye generationer af Fiesta og Escort kom på markedet i 1995 for at holde trit med den tiltagende konkurrence for rivalerne. Samme år introduceredes Galaxy MPV, der var baseret på VW Sharan, der blev en salgssucces for Ford, indtil modellen blev afløst en en ny generation i 2006.
I september 1996 introduceres en ny minibil, Ka, der var baseret på Fiestas undervogn, der solgte forholdsvis godt i sin 12 årige produktlevetid. Måneden efter kom en faceliftet udgave af Mondeo. Fiestas undervogn blev også benyttet til den lille sportskupé Ford Puma introduceret i 1997. Modellen solgte rimeligt, men udgik i 2002.
Ford Europe trak sig ud af luksusklassen i 1998, da Scorpio blev opgivet. Klassen var presset af de mange store mellemklassebiler, der tog markedsandele fra de traditionelle luksusmærker, ligesom forbrugerne tog dårligt imod Scorpios nye design.

### 1998–2003: New Edge design
I slutningen af 1990'erne introducerede Ford et nyt "New Edge"-design til sine modeller. Nogle modeller var nye og andre tidligere modeller fik New Edge gennem facelift.
Ford introducerede den helt nye model Focus med det nye design. Focus var en bil i samme segment som den aldrende Escort, men Ford beholdt Escort på programmet i to år (og fire år for stationcarudgaven af Escort) for at kunne tilfredsstille de købere, der måtte foretrække Escortens mere konservative design. Ford ønskede ikke at gentage fejlen ved introduktionen af Sierraen 16 år forinden. Fords bekymring for det nye design viste sig dog ubegrundet, og den nye Focus blev kåret til Årets Bil i 1999 og blev en af de bedst sælgende biler i Europa. Der blev også produceret en amerikansk variant af Focus, og på højden af sin popularitet producerede Ford en Focus hvert 12 sekund. Focus blev i Europa produceret i Saarlouis i Tyskland og i Valencia.
I 1998 introducerede Ford Europe Cougar som afløser for 1998 Probe, der havde opnået skuffende salg. Som Probe var også Cougar bygget i USA, men var forhjulstrukken og med et undervogn baseret på den populære Mondeo. Cougar blev ikke en succes i Europa og blev taget af det europæiske marked allerede i 2000.
Ford flyttede i 1999 sit europæiske hovedkvarter fra Brentwood i Essex i England til det nuværende hovedsæde i Köln i Tyskland. Samme år fremstillede fabrikken i Köln en Fiesta, der var bil nr. 30 millioner fremstillet af Ford. Den aldrende Fiesta i fjerde generation fik et facelift i efteråret 1999 og solgte fortsat godt. Femte generation af Fiesta kom i foråret 2002 med en gennemgribende opgradering af modellen. Samme år stoppede Ford produktionen af passagerbiler i Storbritannien efter Ford havde produceret biler der i næsten 90 år. Ford of Europe fortsatte dog produktionen af varebiler og motorer i England, ligesom Ford samlede Jaguar X-Type i England fra 2001. Produktion af varevogne fortsatte indtil 2013, hvor produktionen blev flyttet til Tyrkiet.
Ford Mondeo blev udgivet i ny generation i 2000, der blev en kommerciel succes og holdt Ford inde i markedet for store familiebiler. Maverick blev igen forsøgt introduceret i Europa i slutningen af 2000, denne gang i form af en amerikansk Ford Escape, der i Europa blev som som Maverick. Den nye Maverick solt dog atter dårligt og modellen blev taget af markedet i 2004. I 2002 blev Puma taget af markedet og Ford søgte at opfylde behovet for en sportskupé med Focus ST170. Året efter gik Ford Europe ind i markedet for kompakte MPV'er med Ford Focus C-Max, og der blev introduceret en cabrioletudgave af Ford Ka, markedsført som StreetKa, ligesom en faceliftet Mondeo kom på markedet.

### 2004–2011: Kinetic Design
Anden generation af Focus kom på markedet i slutningen af 2004 og var med til at fastholde Fords position på mellemklassemarkedet. Året efter kom en faceliftet Fiesta. To nye modeller blev introduceret i 2006: S-Max og anden generation af Galaxy. De to modeller havde fælles undervogn, men S-MAX var en billigere og mere sporty udgave af bilen. S-MAX var den første syv-personers bil, der blev kåret til Årets bil i Europa.
Ford sendte en tredje generation af Mondeo på gaden i 2007, der blev fulgt op af nye generationer af Fiesta og Ka i 2008. En anden nyhed i 2008 var introduktionen af en ny 4x4-model, Ford Kuga. I modsætning til sine forgænger Maverick blev Kuga en succes. Ford oplevede dog i disse år stigende konkurrence og dalende markedsandele.
Ford of Europe overtog i 2008 kontrollen med den rumænske producent Automobile Craiova, og Ford producerede herefter sin Transit Connect i Rumænien og senere den Fiesta-baserede MPV B-Max på fabrikken.

### 2011–i dag: One Ford
Krisen i 2009 i den amerikanske bilindustri ramte Ford hårdt. Ford undgik rekonstruktion som de to andre store amerikanske bilproducenter GM og Chrysler, men måtte skære kraftigt i den europæiske produktion af køretøjer, hvilket bl.a. indebar, at udviklingen af europæiske modeller i Fords program blev skåret kraftigt ned, og Ford fokuserede nu på "One Ford"-politik om én model, der skulle kunne sælges på alle geografiske markeder. Den første model under "One Ford"-politikken var tredje generation af Focus, der kom i 2011. Tredje generation havde et smallere program med færre optioner for forbrugerne. Mondeo var kort forinden blevet faceliftet, men salget af Mondeo var faldende.
I 2013 blev introduceret en ny generation af Ford Kuga og en faceliftet Fiesta. Samme år oplyste Ford, at de ville lukke tre fabrikker i Europa, herunder to i Storbritannien og en i Belgien, efter tab af markedsandele og store underskud.
Efter at have flyttet produktionen af Mondeo til Valencia kom en ny generation af Mondeo i 2014, der var baseret på den amerikanske udgave af Fusion. Der blev samme år introduceret en faceliftet og en lille SUV, EcoSport. I 2015 kom nye udgaver af S-Max, C-Max og Galaxy. I 2016 gik Ford Europe atter ind i kupémarkedet med en amerikansk produceret Mustang, ligesom Ford introducerede amerikanske Edge i Europa. Året efter introducerede Ford en opdateret Ford Ka, Ka+, men modellen blev ikke en succes og den udgik i 2020. I 2017 kom syvende generation af Fiesta, der i sit modelprogram også indeholdt en SUV-inspireret version, Active, for at tilfredsstille markedets efterspørgsel for SUV-modeller. 20 år efter sin introduktion på markedet kom Ford med fjerde generation af Focus i 2018.
Efter næsten 20 års produktion af Mondeo stoppede produktionen af Mondeo i 2022 som følge af svigtende salg og Fords bestræbelser på i stedet at investere i nye elektriske bilmodeller.
Det europæiske modelprogram for personbiler består pr. april 2023 af Fiesta, EcoSport, Puma, Focus, Tourneo Connect, Kuga, Mustang (inkl. E-udgave), S-MAX, Galaxy, Explorer, Bronco og Tourneo. Ford har investeret kraftigt i udviklingen af elektriske biler og flere af modellerne er hybridbiler.
Fords markedsandel i Europa er gennem årene dalet kraftigt, og Ford var med godt 500.000 solgte personbiler i Europa i 2022 det blot 8. største mærke i Europa, langt efter nr. 1 og 2, Volkswagen og Stellantis.

## Fabrikker i Europa
Ford fremstiller pr. 2023 biler i 4 europæiske lande: Tyskland (Köln og Saarland), Polen (Poznań), Rumænien (Craiova) og Spanien (Valencia). Ford of Europe har tillige fabrikker i England (i Dagenham og i Halewood), hvor der fremstilles motorer og gearkasser.[kilde mangler]